# Miskito (Sprache)
Miskito (Miskitu in der Miskito-Sprache) ist eine an der Ostküste von Nicaragua und Honduras in mehreren leicht unterschiedlichen Dialekten vom Volk der Miskito gesprochene Indianersprache. Sie gehört mit einigen anderen indigen-mittelamerikanischen Sprachen zur Misumalpa-Sprachfamilie.
Vom Miskito sind folgende Dialektvarianten bekannt: Miskito aus Honduras oder Mam (nicht zu verwechseln mit dem Mam aus der Sprachfamilie der Maya), Tawira, Baymuna, Wangki und Kabu.

## Hintergrund
Mit 180.000 Personen ist Miskito die meistgesprochene indigene Sprache von Nicaragua und Honduras. Miskito wird in lateinischer Schrift geschrieben. Miskaya heißt auf Miskito fischen, Miskitu heißt Fischer; die Miskitos verstehen es selbst so, dass sie sich als Fischer bezeichnen.
Die Sprache ist im Gegensatz zu anderen Indianersprachen der Region sehr leicht zu lernen. Es gibt keinen Plural bei Substantiven, und auch nicht bei Verben. Substantive haben wie bei allen indigenen Sprachen Amerikas keine Geschlechter, der Wortschatz hat deutlich weniger Vokabeln als europäische Sprachen. Alle Wörter werden grundsätzlich auf der ersten Silbe betont, das gilt auch für englische und spanische Lehnwörter, die ebenfalls auf der ersten Silbe betont werden. Es gibt nur drei Vokale (a, i, u), die Konsonanten sind alle sehr einfach auszusprechen. Miskito enthält nicht nur viele europäische Lehnwörter, sondern hat sich im Gegensatz zu vielen anderen Indianersprachen auch sehr weit an europäische Denkweisen angepasst. Miskito wird bisweilen auch als Zweit- oder Verkehrssprache gesprochen.